# Els Senyors de les Pedres
Albums de Sangtraït
Terra de Vents
Els Senyors de les Pedres est un album de Sangtraït, le premier du groupe, sorti en 1988.

## Formation
- Quim Mandado - (chant), (basse) et (claviers)
- Josep M. Corominas - (guitare)
- Lupe Villar - (guitare)
- Papa Juls - (harmonica) et (saxophone)
- Martín Rodríguez - (batterie)

## Liste des pistes
| #  | Titre                       | Durée | Crédit(s) |
| -- | --------------------------- | ----- | --------- |
| 01 | "Els senyors de les pedres" |       |           |
| 02 | "Buscant una dona"          |       |           |
| 03 | "La festa"                  |       |           |
| 04 | "El vol de l'home ocell"    |       |           |
| 05 | "Revelacions"               |       |           |
| 06 | "L'enigma de l'estel"       |       |           |
| 07 | "Temps passats"             |       |           |
| 08 | "T'estimaré sempre"         |       |           |